# Sensiphorura marshalli
Sensiphorura marshalli är en urinsektsart som beskrevs av Josef Rusek 1976. Sensiphorura marshalli ingår i släktet Sensiphorura och familjen Pachytullbergiidae. Inga underarter finns listade i Catalogue of Life.